# David Kohan
David Sanford Kohan (Nova Iorque, 16 de Abril de 1964) é um roteirista e produtor de televisão estadunidense. É um dos dois criadores e também produtor executivo de seriados como Will & Grace e Good Morning, Miami.
David Kohan uniu-se a Max Mutchnick para escreverem séries para televisão. Seu primeiro sucesso foi The Dennis Miller Show. Juntos também escreveram Hearts Afire, junto com John Ritter e Markie Post. Escreveram também Good Advice ao lado de Shelley Long, e colaboraram com Marta Kauffman e David Crane (criadores de Friends) em Dream On.